# Pearl River (Misisipi)
Pearl River es un lugar designado por el censo del Condado de Neshoba, Misisipi, Estados Unidos. Según el censo de 2000 tenía una población de 3.156 habitantes y una densidad de población de 39.7 hab/km².

## Demografía
Según el censo de 2000, había 3.156 personas, 803 hogares y 655 familias residiendo en la localidad. La densidad de población era de 39,7 hab./km². Había 838 viviendas con una densidad media de 10,5 viviendas/km². El 16,25% de los habitantes eran blancos, el 1,43% afroamericanos, el 80,35% amerindios, el 0,06% asiáticos, el 0,10% de otras razas y el 1,81% pertenecía a dos o más razas. El 1,08% de la población eran hispanos o latinos de cualquier raza.
Según el censo, de los 803 hogares en el 50,8% había menores de 18 años, el 43,0% pertenecía a parejas casadas, el 28,0% tenía a una mujer como cabeza de familia y el 18,4% no eran familias. El 13,8% de los hogares estaba compuesto por un único individuo y el 3,0% pertenecía a alguien mayor de 65 años viviendo solo. El tamaño promedio de los hogares era de 3,58 personas y el de las familias de 3,87.
La población estaba distribuida en un 39,3% de habitantes menores de 18 años, un 10,8% entre 18 y 24 años, un 26,4% de 25 a 44, un 15,1% de 45 a 64 y un 8,5% de 65 años o mayores. La media de edad era 25 años. Por cada 100 mujeres había 92,6 hombres. Por cada 100 mujeres de 18 años o más, había 98,4 hombres.
Los ingresos medios por hogar en la localidad eran de 26.352 dólares ($) y los ingresos medios por familia eran 26.348 $. Los hombres tenían unos ingresos medios de 22.295 $ frente a los 19.167 $ para las mujeres. La renta per cápita para la ciudad era de 8.544 $. El 28,5% de la población y el 26,9% de las familias estaban por debajo del umbral de pobreza. El 28,3% de los menores de 18 años y el 21,6% de los habitantes de 65 años o más vivían por debajo del umbral de pobreza.

## Geografía
Según la Oficina del Censo de los Estados Unidos, Pearl River tiene un área total de 79,7 km² de los cuales 79,6 km² corresponden a tierra firme y 0,1 km² a agua. El porcentaje total de superficie con agua es 0,13%.